# Enseignement de l'égyptologie
L'enseignement de l'égyptologie est présent dans de nombreuses universités :

## Angleterre

### Cambridge
Le nom de professeur d'égyptologie Sir Henry Francis Herbert Thompson a été donné à la chaire d'égyptologie de l'université de Cambridge.
- 1946–1956 : Stephen Ranulph Kingdon Glanville,
- 1957–1977 : Jack Plumley,
- 2005–2013 : John D. Ray[1]

### Oxford
Le poste de professeur d'égyptologie à l'université d'Oxford a été créé en 1924 et est associé à une bourse au Queen's College d'Oxford.
- 1924–1932 : Francis Llewellyn Griffith[2]
- 1934–1950 : Battiscombe George Gunn[3]
- 1951–1965 : Jaroslav Černý[4]
- 1965–1974 : John Wintour Baldwin Barns[5]
- 1976-2013 : John R. Baines[6]
- 2013-actuel : Richard Bruce Parkinson[7]

### Liverpool
Trois chaires de l'université de Liverpool ont été créées par l'industriel local Sir John Tomlinson Brunner, 1er baronnet : la chaire Brunner de sciences économiques, la chaire Brunner d'égyptologie et la chaire Brunner de chimie physique.

#### Professeurs de la chaire Brunner d'égyptologie
- 1906-1919 : Percy Edward Newberry[8]
- 1920-1933 : Thomas Eric Peet[9]
- 1934-1948 : Aylward Manley Blackman[10]
- 1948-1974 : Herbert Walter Fairman[11]
- 1974-1991 : Arthur Frank Shore[12]
- Kenneth Anderson Kitchen - Professeur émérite de la chaire Brunner d'égyptologie[13]

### Londres
La chaire Edwards d'archéologie et de philologie égyptiennes est une chaire universitaire de l'university College de Londres. La chaire a été fondée à la mort d'Amelia Edwards, du Fond d'exploration de l'Égypte, en 1892, qui a légué sa collection d'antiquités égyptiennes à l'university College, ainsi qu'une somme de 2 500 £ pour fonder une chaire d'égyptologie Edwards. William Matthew Flinders Petrie, a été le premier à occuper la chaire.
- 1892–1933 : Professeur Sir William Matthew Flinders Petrie
- 1934–1946 : Stephen Ranulph Kingdon Glanville
- 1951–1970 : Walter Bryan Emery
- 1970–1986 : Henry Sidney Smith
- 1988–1993 : Geoffrey Thorndike Martin
- 1994–2010 : John W. Tait
- 2010-actuel : Stephen Quirke